# 泳道圖

泳道圖範例

泳道图（swimlane diagram），是一種流程图，能区分业务流程及工作分担。

## 歷史
1940年代，泳道图作为流程图的变体首次出现。  Geary Rummler和Alan Brache在《提高绩效》（Improving Performance, 1990）提出泳道图一詞。泳道圖另一種可能起源，是視覺設計師为JBoss、jBPM 框架所設計，用在JBoss-jBPM-jPDL上 (過程定義語言)。 
1980年代，工学博士Binner在其关于IT和CIM概念的博士论文中發展泳道圖。
1993年，IGrafx首次將泳道圖引入電腦的流程建模；1996年，注册商标。在Microsoft Visio 2007中，能以创建跨功能流程图的方式，創建類似泳道圖的流程圖，即功能隊列（functional band）。 隨著BPMN成為行業標準，功能隊列逐漸遭到拋棄。